# Mora (gemeente in Zweden)
Mora is een Zweedse gemeente in Dalarna. De gemeente behoort tot de provincie Dalarnas län. Ze heeft een totale oppervlakte van 3129,2 km² en telde 20.083 inwoners in 2004.
Hoofdplaats is Mora.

## Plaatsen
- Mora
- Färnäs
- Sollerön
- Våmhus
- Nusnäs
- Selja
- Östnor
- Bonäs
- Vinäs
- Venjan
- Vattnäs
- Gesunda
- Bergkarlås
- Garsås
- Södra Vika
- Oxberg
- Bäck
- Norra Vika
- Södra Kättbo
- Björkvassla
- Bråmobo
- Heden
- Gopshus

Älvdalen · Avesta · Borlänge · Falun · Gagnef · Hedemora · Leksand · Ludvika · Malung-Sälen · Mora · Orsa · Rättvik · Säter · Smedjebacken · Vansbro